# Talib Kweli
Talib Kweli, właściwie Talib Kweli Greene (ur. 3 października 1975 w Nowym Jorku) – amerykański raper, aktor i kompozytor. Jego imię jest pochodzenia arabskiego i oznacza szukającego lub ucznia prawdy i wiedzy. Jest jednym z najbardziej wyrazistych raperów w undegroundowym hiphopie i często chwalony przez krytyków, mimo braku większych sukcesów komercyjnych.

## Życiorys

### Wczesne życie
Urodził i wychował się w dzielnicy Park Slope na Brooklynie w Nowym Jorku. W młodości zadawał się z raperami z kolektywu Native Tongues Posse, by dołączyć do niego po 1998 roku. Absolwent Cheshire Academy. Studiował także w wyższej szkole Brooklyn Technical High School, ale nie zdołał jej ukończyć. Następnie kończył edukację na Uniwersytecie Nowojorskim. Matka Brenda Greene z wykształcenia była profesorką. Wykładała język angielski w college'u Medgar Evers College, systemu uczelni City University of New York. Ojciec był nauczycielem socjologii na uczelni Adelphi University w Hrabstwie Nassau, w Nowym Jorku. Ma młodszego brata Jamala Greene, który jest profesorem prawa konstytucyjnego na uczelni Columbia Law School i absolwentem Szkoły prawniczej Yale oraz byłym urzędnikem Sądu Najwyższego Stanów Zjednoczonych za czasów sprawowania urzędu przez Johna Paula Stevensa.

### Działalność artystyczna
Aktywny od 1995 roku. W 1997 roku wystąpił gościnnie na płycie Doom, grupy hip-hopowej Mood. W miejscowości Cincinnati poznał Hi-Teka, producenta muzycznego i późniejszego przyjaciela. Z nim wydawał płyty jako duet Reflection Eternal. W 1997 roku ukazał się nielegal pt. Fortified Live, a w 1999 - B-Boy Document 99/Chaos. Po powrocie do Nowego Jorku, wspólnie z Mos Defem założył Black Star - grupę muzyczną.
W 2011 roku wydał album pt. Gutter Rainbows. Płyta ukazała się nakładem wytwórni Blacksmith Music, Javotti Media, 3D.
W maju 2013 roku ukazał się kolejny album rapera pt. Prisoner of Conscious.

## Dyskografia

### Solo
- Quality (2002)
- The Beautiful Struggle (2004)
- Eardrum (2007)
- Gutter Rainbows (2011)
- Prisoner of Conscious (2013)

### Black Star
- Black Star (1998)

### Reflection Eternal
- Train of Thought (2000)
- Revolutions per Minute (2010)

### Talib Kweli &Madlib
- Liberation (2007)

### Mixtape'y
- Top Kwelity Classics Vol. 1 (2002)
- The Beautiful Mix CD (2004)
- The Beautiful Mixtape Vol. 2 (2005)
- Right About Now: The Official Sucka Free Mix CD (2005)
- DJ OSK Presents: Mos Def and Talib Kweli: Blendstar (2008)

## Filmografia
- Freestyle: The Art of Rhyme (2000) jako on sam
- Brown sugar (2002) jako on sam
- Hip Hop Babylon 2 (2003) jako on sam
- All of Us (2003) jako on sam
- TV's Illest Minority Moments Presented by Ego Trip (2004) jako on sam
- Block Party (2005) jako on sam
- The MC: Why We Do It (2005) jako on sam
- Trippin' (2005) jako on sam
- Beyond Beats and Rhymes: A Hip-Hop Head Weighs in on Manhood in Hip-Hop Culture (2006) jako on sam